# محمد عبد المحسن العصيمي
محمد عبد المحسن فراج العصيمي مواليد دولة الكويت (1936 - 1991) ، نائب سابق في مجلس الأمة الكويتي ، في الفصل التشريعي الرابع عام (1971) عن الدائرة الخامسة - كيفان - وحصل علي المركز الرابع ب (819) صوت، وفاز بالانتخابات.

## مناصبه
- تم إنشاء النقابة الصحية وتم ترشيحه نائب رئيس.

- رئيس الأتحاد القطاع الحكومي من عام (1969-1977)

- عضو في لجنة تنقيح الدستور الكويتي عام 1980

- رئيس الاتحاد العام لعمال الكويت عام (1980-1984)